# Hexatoma fuscipennis
Hexatoma fuscipennis là một loài ruồi trong họ Limoniidae. Chúng phân bố ở miền Cổ bắc.
- Tư liệu liên quan tới Hexatoma fuscipennis tại Wikimedia Commons